# Variables Felskänguru
Das Variable Felskänguru (Petrogale assimilis) ist eine Känguruart aus der Gattung der Felskängurus (Petrogale).

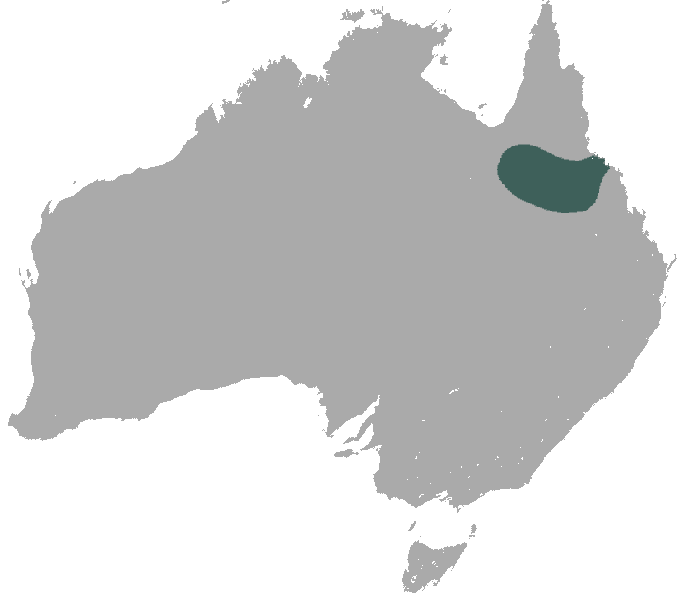
Verbreitungskarte von Petrogale assimilis

## Merkmale
Diese Kängurus sind mittelgroße Vertreter der Felskängurus, mit 4,7 Kilogramm sind die Männchen etwas schwerer als die Weibchen, die 4,3 Kilogramm erreichen. Wie bei den meisten Kängurus sind die Hinterbeine kräftiger und größer als die Vorderbeine, der Schwanz ist lang und muskulös. Ihr Fell ist an der Oberseite graubraun gefärbt, der Bauch ist sandbraun. Die Pfoten und Füße sind dunkel, auch der Schwanz wird zur Spitze hin dunkler. Bei manchen Individuen sind unauffällige helle Wangenstreifen oder ein Rückenstreifen sichtbar.

## Verbreitung und Lebensraum
Das Variable Felskänguru lebt in Australien, ihr Verbreitungsgebiet umfasst Teile des Bundesstaates Queensland, beispielsweise nahe Townsville. Sie sind auch auf vorgelagerten Inseln wie Magnetic Island und Great Palm Island zu finden. Ihr Lebensraum sind felsige, teilweise mit Wäldern bestandene Gebiete.

## Lebensweise
Diese Kängurus sind nachtaktive Tiere, die tagsüber in Felsspalten oder unter Überhängen Unterschlupf suchen. Sie bewohnen Reviere von 9 bis 11 Hektar, die während der Trockenzeit größer werden. Sie leben häufig in Paaren, die Partner gehen auch gemeinsam auf Nahrungssuche. Ihre Nahrung setzt sich vorwiegend aus Gräsern zusammen.
Nach einer rund 31-tägigen Tragzeit bringt das Weibchen meist ein einzelnes Jungtier zur Welt. Dieses verbringt seine ersten sechs bis sieben Lebensmonate im Beutel der Mutter.

## Gefährdung
Es sind keine größeren Bedrohungen für das Variable Felskänguru bekannt. Mancherorts könnten die Umwandlung ihres Lebensraums in Weideland und die Nachstellung durch eingeschleppte Katzen Gefährdungen darstellen, insgesamt ist die Art aber weit verbreitet und zählt laut IUCN nicht zu den bedrohten Arten.